# Into the Wild (Uriah Heep)
Into the Wild è il ventitreesimo album in studio del gruppo musicale britannico Uriah Heep. È stato pubblicato in Giappone il 12 aprile 2011 dall'etichetta discografica Universal Music Japan con 12 tracce, in Europa il 15 aprile 2011 dall'etichetta discografica Frontiers Records con 11 tracce e negli Stati Uniti il 3 maggio 2011. È stato distribuito un video del singolo "Nail on the Head" per promuovere l'album. Gli Uriah Heep andranno in tournée da giugno per promuovere l'album, partendo dagli Stati uniti d'America. Nell'aprile 2011 Into The Wild è stato inserito al 32º posto del Media Control Charts. Questo segna la più alta posizione del gruppo nelle classifiche tedesche a partire dal periodo d'oro degli Uriah Heep, secondo il sito web Blabbermouth.

## Critica
La reazione all'album è stata per lo più positiva, molti recensori fanno riferimento al suo fascino volutamente regressivo. "È come se Mick Box e i ragazzi abbiano trascorso gli ultimi trenta anni ascoltando solo la loro discografia e gli album dei Deep Purple del periodo Gillan", scrive Brian Fischer-Giffin, della rivista online Loud, aggiungendo: "Nel complesso questo è davvero un buon album che non è contaminato dalle tendenze moderne, ed è esattamente l'album che ci si aspetta da un gruppo che probabilmente è stato in attività più di quanto vostro padre ha vissuto." "Gli Uriah Heep non riconquisteranno mai l'impatto storico avuto nei primi anni settanta, ma quest'album è troppo bello per limitarsi a battere le spalle dei veterani e confortarli, disonorandoli con le parole: 'Buon lavoro signori…data vostra età'", ha sostenuto un e-Zine per Lords of Metal sottolineando che "L'energia positiva dei loro live è stata trasformata in questo disco in maniera eccellente". Secondo la recensione fatta da Hard Rock Haven, "Mick Box, perennemente sottovalutato, consegna con quest'album dei componimenti per chitarra di primo livello, e con ogni nuovo album Bernie Shaw sta diventando la voce definitiva degli Uriah Heep". Secondo Alan Holloway recensore per Rock United, che ha assegnato all'album un 7 su 10, "Nonostante qualche problemino questo è un grande album da non perdere per chi ha apprezzato i live o i vecchi dischi degli Uriah Heep."

## Tracce
Tutte le tracce sono scritte da Mick Box e Phil Lanzon, eccetto dove indicato.
1. Nail on the Head – 4:15
2. I Can See You – 4:13
3. Into the Wild – 4:20
4. Money Talk (Phil Lanzon) – 4:44
5. I'm Ready – 4:14
6. Trail of Diamonds – 6:28
7. Southern Star (Phil Lanzon) – 4:26
8. Believe – 5:09
9. Lost (Trevor Bolder) – 4:51
10. T-bird Angel – 4:01
11. Kiss of Freedom (Phil Lanzon) – 6:13
12. Hard Way to Learn (traccia bonus dell'edizione giapponese) – 5:25 (Trevor Bolder)

## Formazione
- Mick Box – chitarra, voce
- Trevor Bolder – basso, voce
- Phil Lanzon – tastiere, voce
- Bernie Shaw – voce solista
- Russell Gilbrook – batteria, voce

## Singoli/Videoclips
- Nail on the Head (promo, videoclip)